# Michael S. Sherwin
Michael S. Sherwin OP (* 4. Juni 1963 in San Francisco) ist ein römisch-katholischer Theologe.

## Leben
Er erwarb die Anschlüsse B.A. Dominican School of Philosophy and Theology 1986 (Philosophie), M.Div. Dominican School of Philosophy and Theology 1991, M.A. Graduate Theological Union 1991 (Theologie) mit der Masterarbeit Charity as Friendship in the Promotion of the Common Good in the Thought of St. Thomas Aquinas, M.A. University of Notre Dame 1997 (Moraltheologie) und den Ph.D. University of Notre Dame 2001 (Moraltheologie) mit der Dissertation ’By Knowledge and By Love,’ Charity’s Relationship to Knowledge in the Theology of Thomas Aquinas and Its Implications for Charity’s Status as a Virtue bei Jean Porter. Er wurde 1991 zum Priester geweiht. Von 2001 bis 2002 war Assistant Professor für Philosophie und Theologie an der Dominican School of Philosophy and Theology. Seit 2002 ist er Professor für fundamentale Moraltheologie an der Universität Fribourg.
Er forscht in der Psychologie der Liebe, der Tugendethik und der moralischen Entwicklung. Auf den Spuren von Servais Pinckaers versucht er das Werk Thomas von Aquins anhand seiner biblischen und patristischen Quellen zu lesen.

## Schriften (Auswahl)
- By Knowledge and By Love, Charity and Knowledge in the Moral Theology of St. Thomas Aquinas. Washington, D.C. 2005, ISBN 0813213932.
- als Herausgeber mit Dennis Müller, Nathalie Maillard-Romagnoli und Craig Steven Titus: Sujet moral et communauté. Fribourg 2008, ISBN 282711027X.
- als Herausgeber mit Craig Steven Titus: Renouveler toutes choses en Christ. Vers un renouveau thomiste de la théologie morale. Hommage à Servais Pinckaers, o.p. Fribourg 2009, ISBN 2827110466.
- On Love and Virtue. Theological Essays. Steubenville 2018, ISBN 1947792954.